# Hussein Oueini
Hussein Oueini est un homme d'État libanais.

## Biographie
Né en 1900 décédé en 1971, il entame jeune une carrière d'homme d'affaires qui le mène en Palestine, en Égypte, au Hijaz puis en Arabie saoudite. Il rentre à Beyrouth en 1937 et fonde celle qui sera la première banque commerciale du Liban : la Banque du Liban et d'Outre-Mer.
Il est élu député sunnite de Beyrouth de 1947 à 1951 et entre au gouvernement à diverses reprises, comme ministre des Finances et de la Poste sous la présidence de Béchara el-Khoury dans les gouvernements de Riyad es-Solh, comme ministre du Plan, des Affaires étrangères et de la Justice, dans les gouvernements de Rachid Karamé sous Fouad Chehab et comme ministre de l'Économie, des Affaires étrangères, de la Défense et de la Justice, dans le cabinet de Abdallah al-Yafi, sous la présidence de Charles Hélou.
Il a aussi été Premier ministre du Liban en 1951, au cours du mandat de Béchara el-Khoury, puis entre 1964 et 1965, sous Charles Hélou.